# Рогозинський Валерій Олегович
Валерій Олегович Рогозинський (нар. 3 вересня 1995, Миколаїв, Україна) — український футболіст, захисник.

## Життєпис
Валерій Рогозинський народився 3 вересня 1995 року. У ДЮФЛУ виступав з 2008 по 2009 рік у складі ДЮСШ-3 (Миколаїв), а в 2009—2012 роках — у «Миколаєві».
Дорослу футбольну кар'єру розпочав у 2013 році в аматорському миколаївському клубі «Комунарівець». У 2014 році перейшов до «Аграрника» (с. Велика Мечетня), який виступав у чемпіонаті Миколаївської області. Того ж року перейшов до головної команди області, МФК «Миколаєва». У футболці «корабелів» дебютував 26 липня 2014 року в нічийному (0:0) домашньому поєдинку 1-го туру першої ліги чемпіонату України проти київського «Динамо-2». Валерій вийшов на поле на 75-й хвилині, замінивши Артура Купрія. Дебютним голом відзначився 6 жовтня 2014 року на 48-й хвилині програного (1:2) домашнього поєдинку 11-го туру першої ліги чемпіонату України проти охтирського «Нафтовика-Укрнафти». Рогозинський вийшов у стартовому складі, а на 61-й хвилині його замінив Артур Купрій. Наприкінці жовтня 2014 року потрапив до символічної збірної 13-го туру за версією інтернет-ресурсу UA-Футбол на позиції центральний півзахисник. У сезоні 2014/15 років у футболці «Миколаєва» зіграв 24 матчі та відзначився 3-ма голами, а видання UA-Футбол назвало його «відкриттям сезону» серед гравців «корабелів».
Наприкінці червня 2015 року переїхав до Полтави, де підписав контракт з однойменним клубом. Дебютував за полтавський клуб 22 липня 2015 року в програному (1:2) виїзному поєдинку 1/32 фіналу кубку України проти краматорського «Авангарду». Рогозинський вийшов у стартовому складі, а на 46-й хвилині його замінив Максим Зеленевич. У першій лізі в футболці «Полтави» дебютував 15 серпня 2015 року в нічийному матчі 4-го туру проти своєї колишньої команди, МФК «Миколаєва». Валерій вийшов на поле на 64-й хвилині замість Олексія Зозулі. Проте закріпитися у полтавській команді Рогозинському не вдалося й, зігравши лише в 4-ох матчах чемпіонату, під час зимової паузи залишив команду.
У січні 2016 року відправився до свого колишнього клубу, МФК «Миколаїв» на перегляд, за результатами якого сторони уклали контракт. Повторно дебютував за «корабелів» 26 березня 2016 року в програному (0:1) виїзному поєдинку 19-го туру першої ліги чемпіонату України проти своєї колишньої команди, ФК «Полтава». Валерій вийшов на поле на 87-й хвилині, замінивши Андрія Ковальова. Дебютним голом за «Миколаїв» відзначився 20 серпня 2016 року на 90+4-й хвилині переможного (2:1) виїзного поєдинку 5-го туру першої ліги чемпіонату України проти київського «Арсеналу». Рогозинський вийшов у стартовому складі та відіграв увесь матч. Усього за час свого другого перебування в МФК «Миколаїв» у 2016—2020 роках провів у першій лізі 111 матчів та відзначився 7-ма голами.